# كورانكیج
كان أبو شجاع كورانكيج بن فارادي قائدًا عسكريًا ديلميًا أصبح لفترة وجيزة أمير الأمراء في الخلافة العباسية في يوليو-أغسطس 941.

## حياة مهنية

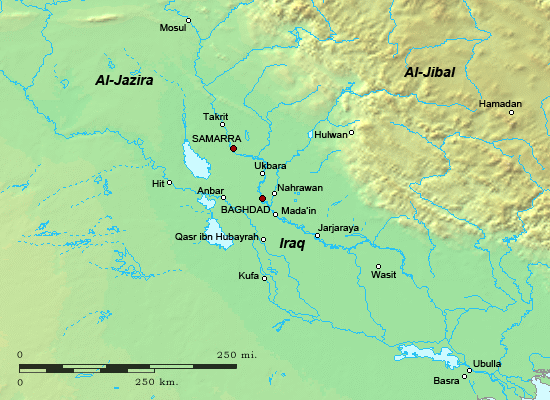
خريطة العراق في القرنين التاسع والعاشر

كان أبو شجاع كورنكيج بن فارادي قائدًا في فرقة الديلم في جيش أبي عبد الله البريدي الذي استولى على بغداد في 31 مايو 941. في 27 يونيو، تمرد جنود جيش البريدي، واختير أبو شجاع كورنكيج بن فارادي قائدًا للديلميين، واختير تكيناك قائدًا للفرقة التركية . اتحد أبو شجاع كورنكيج بن فارادي وتكيناك وانضما إلى قواتهما لمهاجمة البريدي ونهب الكنوز التي جمعها البريدي. تمكن الأخير من إنقاذ نفسه بقطع الجسر بين شرق بغداد وغربها، ومغادرة المدينة بسرعة، التي استهلكها القتال حيث انضم السكان إلى ثورة الجيش.  
الساعة الواحدة صباحًا، الجمعة ١٥ أغسطس
بعد رحيل البريدي، عيّن الخليفة العباسي المتقي، الضعيف، أبو شجاع كورنكيج بن فارادي أميرًا للأمراء في ٣ يوليو. وفي الليلة نفسها، أُلقي القبض على التركي تكيناك و تم إغراقه
اختار أبو شجاع كورنكيج بن فارادي أبا الفرج بن عبد الرحمن الأصفهاني كاتبًا له، ودعا علي بن عيسى بن الجراح وشقيقه عبد الرحمن إلى رئاسة الإدارة، ولكن دون منصب الوزير. إلا أن هذا الترتيب لم يدم طويلًا: ففي غضون أيام قليلة، عُزل الإخوة بنو الجراح، وعُيّن أبو إسحاق محمد بن أحمد القراريتي وزيرًا. وبينما كان البريدي قد جمع قوات جديدة وخرج من قاعدته في البصرة إلى واسط، أرسل أبو شجاع كورنكيج بن فارادي قواته الخاصة بقيادة قائد ديلميّ آخر، أصفهان، لمواجهتهم. وعند وصول خبر اقترابهم، تخلى البريديون عن واسط وانسحبوا إلى البصرة.
في هذه الأثناء، تعززت مكانة أمير الأمراء السابق، محمد بن رائق ، الذي فر إلى سوريا، بفضل تدفق القادة الأتراك المغادرين بغداد، وتلقى رسالة من المتقي يدعوه فيها للعودة إلى العاصمة العباسية.  وعندما تلقى أبو شجاع كورنكيج بن فارادي نبأ زحف ابن رائق نحو بغداد، استدعى أصفهان من واسط، التي استولى عليها البريديون على الفور تقريبًا. وفي 22 أغسطس، عزل أيضًا الوزير القراري واستبدله بأبي جعفر محمد بن قاسم الكرخي . 
عندما اقترب ابن رائق من بغداد، خرج أبو شجاع كورنكيج بن فارادي من المدينة وتوجه إلى عكبرة . قاتل الجيشان لعدة أيام، لكن ابن رائق لم يتمكن من تحقيق النصر. ومع ذلك، في 23 أغسطس، دخلت مفرزة من جيش ابن رائق بقيادة ابن مقاتل بغداد، وتبعتها بعد يومين الجزء الأكبر من جيش ابن رائق، وتبعها كورنكيج في اليوم التالي. وبحسب ما ورد كان أبو شجاع كورنكيج بن فارادي ورجاله يحتقرون خصمهم، ويقال إن ابن رائق نفسه فكر في العودة إلى سوريا. ولكن في قتال اندلع في المدينة نفسها، تمكن بعض رجال ابن رائق من مهاجمة الديلم من الخلف. أصيب الديلم بالذعر وهُزموا، حيث تعرضوا أيضًا لهجوم من قبل العامة. اختبأ ،أبو شجاع كورنكيج بن فارادي وتم تأمين صعود ابن رائق.   في الثاني والعشرين من سبتمبر، أعدم ابن رائق الناجين من الديلم، وفي اليوم التالي، رُقِّي إلى أمير الأمراء . وعُثر على كورنكيج وسُجن في القصر.  
عندما استولى البريديون بقيادة أبي الحسين البريدي على بغداد في مارس 942، وجدوا أبو شجاع كورنكيج بن فارادي لا يزال سجينًا. أرسله أبو الحسين إلى أخيه في البصرة ، ولم يُعرف عنه شيء بعد ذلك. 